# Grasalkovičové
Grasalkovičové, někdy též Grassalkovičové (maďarsky Grassalkovich család) jsou vymřelý hraběcí a knížecí šlechtický rod s původem v obci Ďorok (maď. Gyarak, dnešní Kmeťovo na Slovensku) v Horních Uhrách.

## Historie

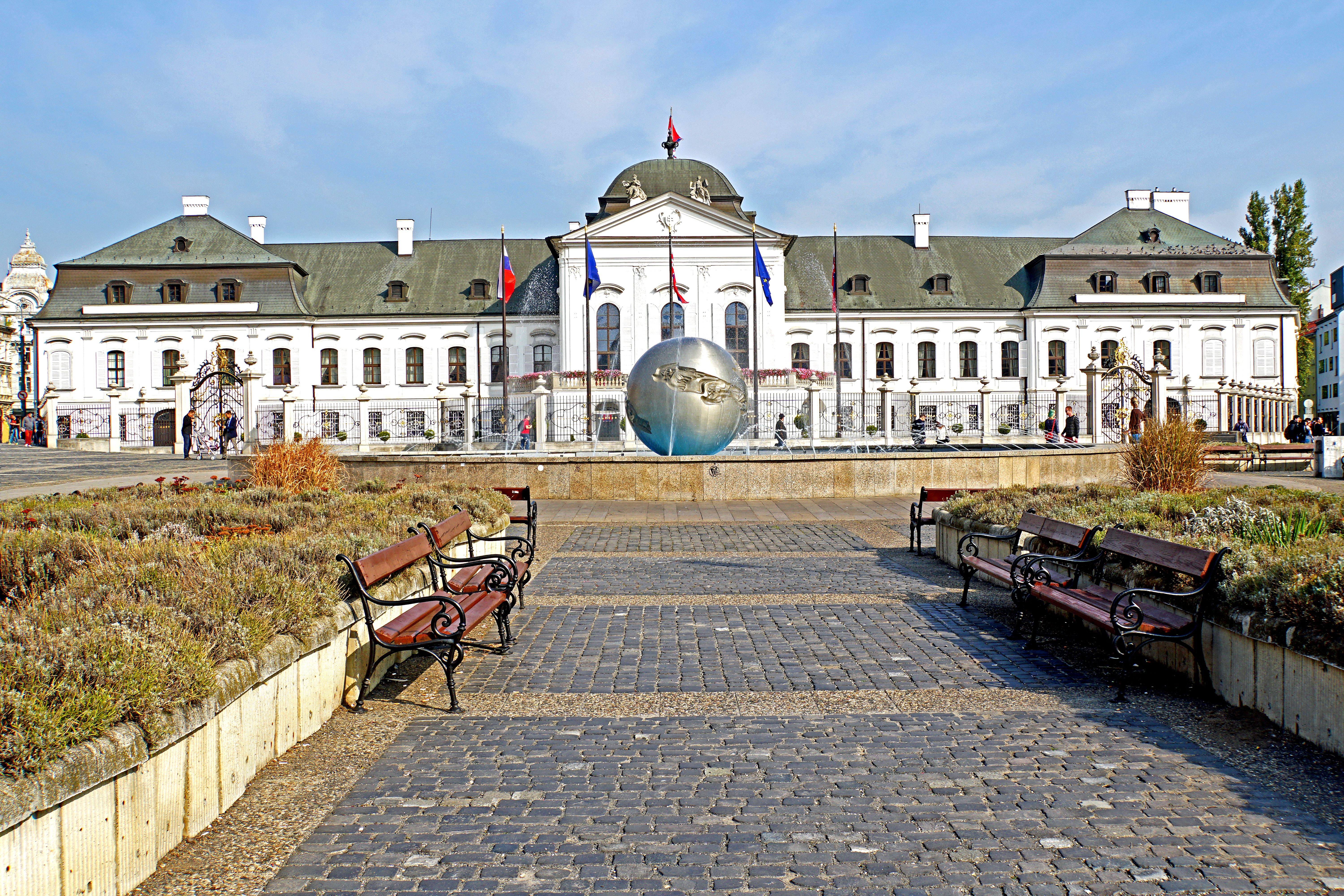
Grasalkovičův palác v Bratislavě

Původ rodu je nejistý. Podle pravděpodobnější verze pocházel z rozrodu Krišaků. Řehoř Krišakov v roce 1405 držel Temešskou a Zalanskou župu. Jeho potomka stejného jména povýšil roku 1584 císař Rudolf II. do šlechtického stavu s erbem. Podle jiné méně pravděpodobné verze bylo původní jméno rodu Horváth, nejisté jsou však obě verze.
Prvním doloženým členem rodu byl vlastník majetku, jakýsi N. Graschiakovith. Později člen rodu jménem Matyáš vynechal písmeno A a jistý Jan poprvé použil jméno Grassalkovich. Později byl Antonín Grasalkovič povýšen nejprve na svobodného pána, poté na hraběte a jeho syn Antonín (nejvyšší kancléř) povýšen na říšského knížete, přičemž knížecí titul se dědil pouze v mužské primogenituře.
Nejvýznamnějším rodovým majetkem a sídlem byl zámek Gödöllő, nedaleko něhož se v Mariebesnyő nachází rodinná hrobka.
Nejzámožnější větev rodu vystavěla množství kostelů a škol a znovu osidlovala starší osady. Stáli také u zrodu Maďarského národního muzea a Národního divadla v Budapešti.
Rod vymřel v roce 1841 smrtí Antonína Grasalkoviče. On i jeho manželka jsou pochováni v rodinné hrobce v Mariánské Bešeni.

## Vývod z předků
- A1 Graschiakovith N.
  - B1 chlapec neznámého jména
    - C1 Řehoř (1584?)
      - D1 Petr (1584?)

    - C2 Mikuláš (1584?)
    - C3 Petr (1584?)

  - B2 chlapec neznámého jména
    - C1 Michal (1584?)

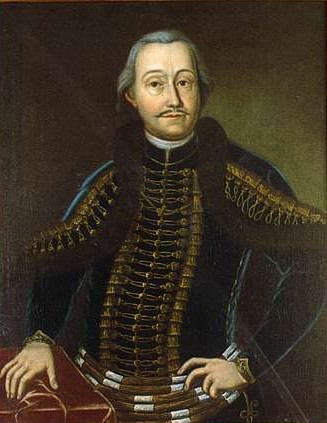
Antonín Grasalkovič (1694–1771)

      - D1 Matyáš Graschakovith (? – Röjtökmuzsaj, 1628) ženatý s Uršulou Kurdácsovou (? – 1649)
        - E1 František (1627–33?)
        - E2 Štěpán (?–1680) ženatý s Alžbětou Rajmannusovou
          - F1 Pavel (?–1683?)
          - F2 Jan Grasalkovič (1656?–1716) ženatý se Zuzanou Egresdyovou
            - G1 Alžběta (1691–?) vdaná za Baltazara Szőllősyho (1690–1759)
            - G2 Antonín (1694–1771) podruhé ženatý s barnkou Kristinou Klobušickou (1712–1738)
              - H1 Antonín (1734–1794) ženatý s hraběnkou Marií Annou Esterházyovou (1739–1820)
                - I1 Antonín? (1759–1766)
                - I2 Marie Anna (1760–1815) vdaná za hraběte Michala Viczaye (1756–1831)
                - I3 Terezie (1761–?)
                - I4 Otýlie (1764–1810) vdaná za hraběte Antonína Forgáče
                - I5 Jan (1765–?)
                - I6 Alžběta (1767–1823) vdaná za hraběte Františka Esterházyho z Galanty
                - I7 Mikuláš (1768–?)
                - I8 Antonín (1771–1841) ženatý s kněžnou Leopoldinou Esterházyovou

              - H2 Františka (1732–1779) vdaná za hraběte Jana Draškoviče
              - H3 Klára (1735–1803) vdaná za hraběte Gabriela Esterházyho z Galanty
              - H4 Anna Marie (17. září 1736 Pešť – 10. května 1806, Vídeň), 1. ledna 1754 svatba s hrabětem Gáborem Hallerem (1718–1784), děti: Josef (?-1812) kancléř Klužské župy a Marie Anna (1756–1814)
              - H5 Ignác (1737–1738)
              - H6 Terezie Helena (1738–1769) vdaná za hraběte Jana Forgáče (1722–1774)

            - G3 Zuzana (?) vdaná za Jana Beleznaye (1673–1754)
            - G4 Judita (?–1746) vdaná za Samuela Blaškoviče (?–1738)

          - F3 Farkas (?) ženatý s Judit Kruplaničovou
            - G1 Alexandr (?–1738)
            - G2 Štěpán (1687–1753)
            - G3 Marie (1688–1720) vdaná za Jiřího Vranoviče (1677–1728)

          - F4 Štěpán

      - D2 Štěpán (1605?)
      - D3 Jan (1605?)